# 27 rue de Fleurus

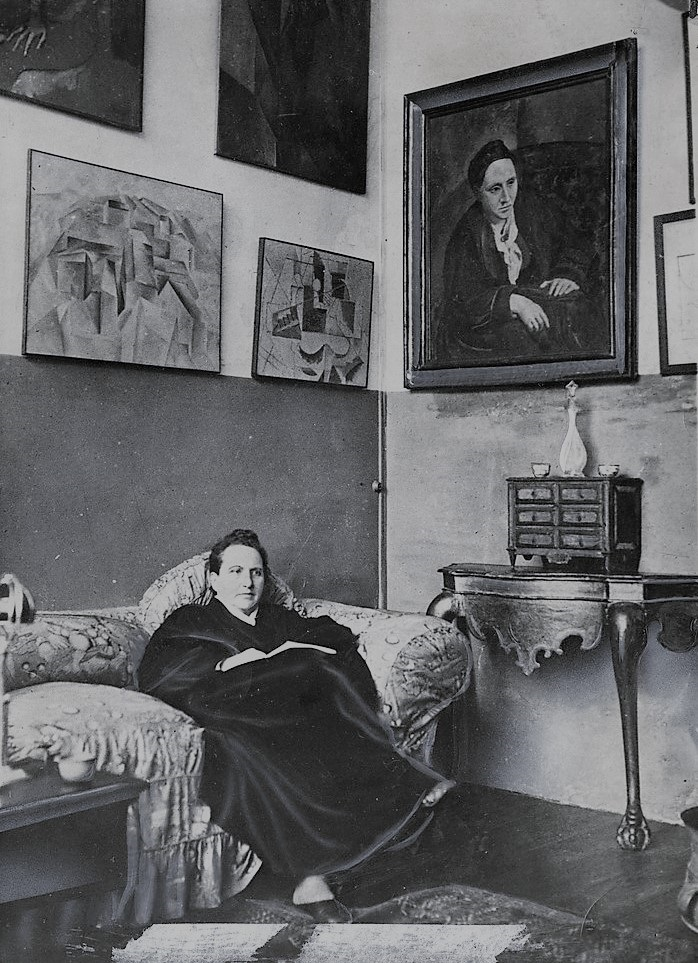
Gertrude Stein in ihrem Heim, 27 rue de Fleurus, mit ihrem Porträt von Picasso an der Wand, Mai 1930

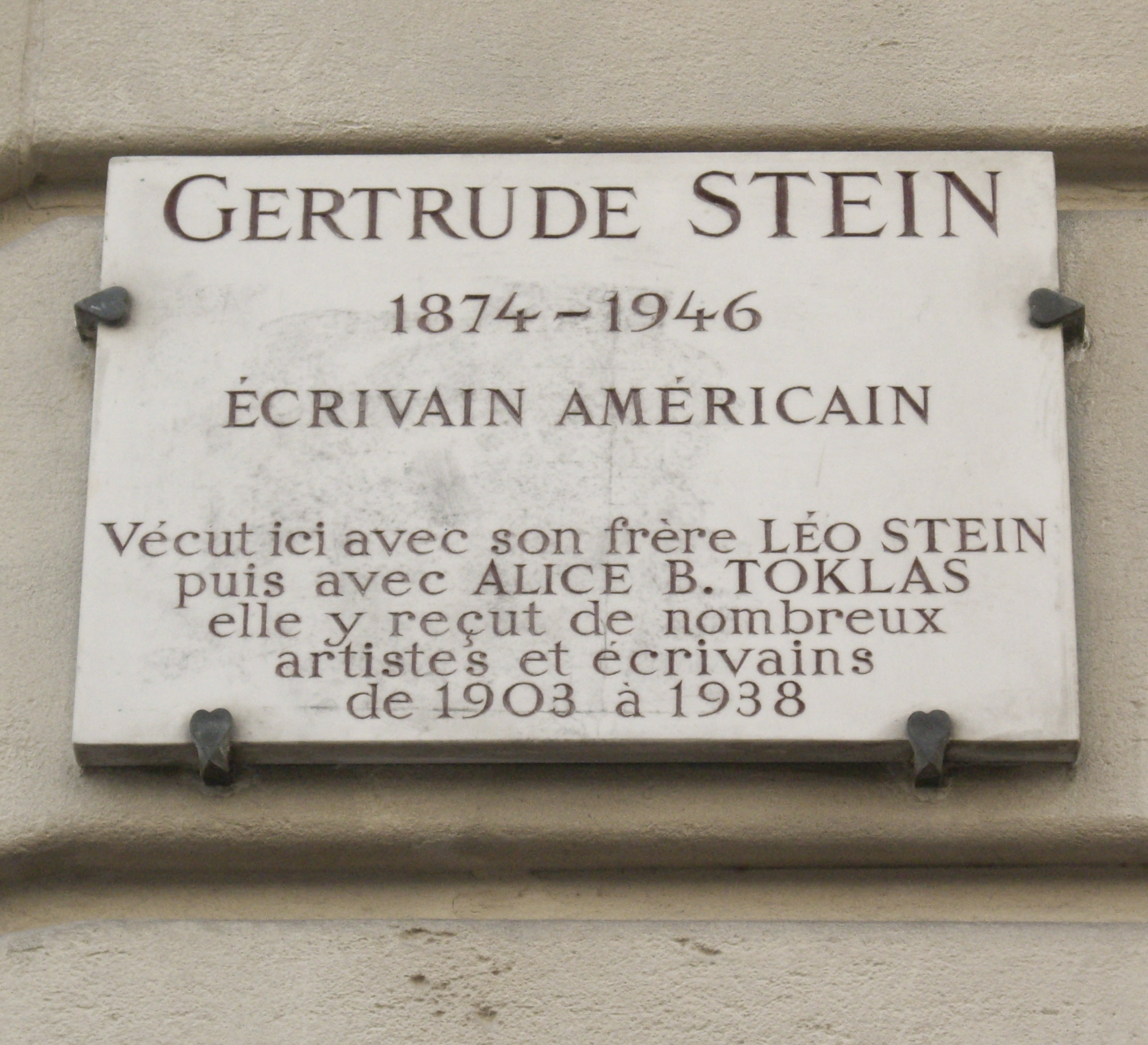
Plakette am Haus 27 rue de Fleurus

27 rue de Fleurus war von 1903 bis 1938 das Zuhause der amerikanischen Schriftstellerin Gertrude Stein und ihrer Partnerin Alice B. Toklas. Es liegt im 6. Arrondissement von Paris am linken Ufer der Seine. Zu Beginn des 20. Jahrhunderts war es auch eine Zeit lang die Heimat von Gertrudes Bruder Leo Stein. Es war ein bekannter Samstagabend-Treffpunkt für avantgardistische Künstler und Schriftsteller, insbesondere für Pablo Picasso und Ernest Hemingway.

## Geschichte
Hemingway beschrieb Steins Salons in Paris – Ein Fest fürs Leben. In der Wohnung war Steins Sammlung moderner Kunst ausgestellt, darunter Werke von Paul Cézanne, Henri Matisse und Pablo Picasso, die sie und ihr Bruder Leo gekauft hatten.
Im Jahr 1933 veröffentlichte Stein The Autobiography of Alice B. Toklas, eine Erinnerung an ihr Leben in Paris und das Fahren eines Krankenwagens während des Ersten Weltkriegs, geschrieben mit der Stimme von Toklas, ihrer Lebenspartnerin. Das Buch war ein Bestseller, und Stein entwickelte sich aus relativer Unbekanntheit zu einer bekannten literarischen Figur.
Die Zusammenkünfte im Stein-Haus „brachten Talente und Gedanken zusammen, die dazu beitragen würden, den Modernismus in Literatur und Kunst zu definieren.“ Zu den regelmäßigen Besuchern gehörten Pablo Picasso und seine Geliebte Fernande Olivier, Georges Braque, Ernest Hemingway, F. Scott Fitzgerald, Guillaume Apollinaire und seine Geliebte Marie Laurencin, Sinclair Lewis, James Joyce und Henri Matisse, André Derain, Max Jacob, Henri Rousseau und Joseph Stella.